# Marcin Oleksy
Marcin Oleksy (* 11. dubna 1987, Nowa Sól) je polský fotbalista, který hraje fotbal amputovaných. Hraje jako útočník za Warty Poznań a polskou fotbalovou reprezentaci ve fotbale amputovaných. Byl vítězem ceny Ference Puskáse v roce 2022, je dosud nejstarší, kdo tuto cenu získal.
Do roku 2010 hrál Oleksy jako brankář za polský klub Korona Kożuchów. Jeho trenér Andrzej Sawicki měl dojem, že ve své další kariéře mohl dosáhnout více. V roce 2010 ukončil svou kariéru, aby se zaměřil na práci stavebního dělníka. 
V listopadu 2010 přišel Oleksy o nohu při nehodě na pracovišti. V roce 2019 začal hrát za Warty Poznaň a v roce 2021 za polský fotbalový tým. V roce 2024 byl trenérem polské ženské reprezentace.
Je držitelem řádu znovuzrozeného Polska.